# Peterbilt

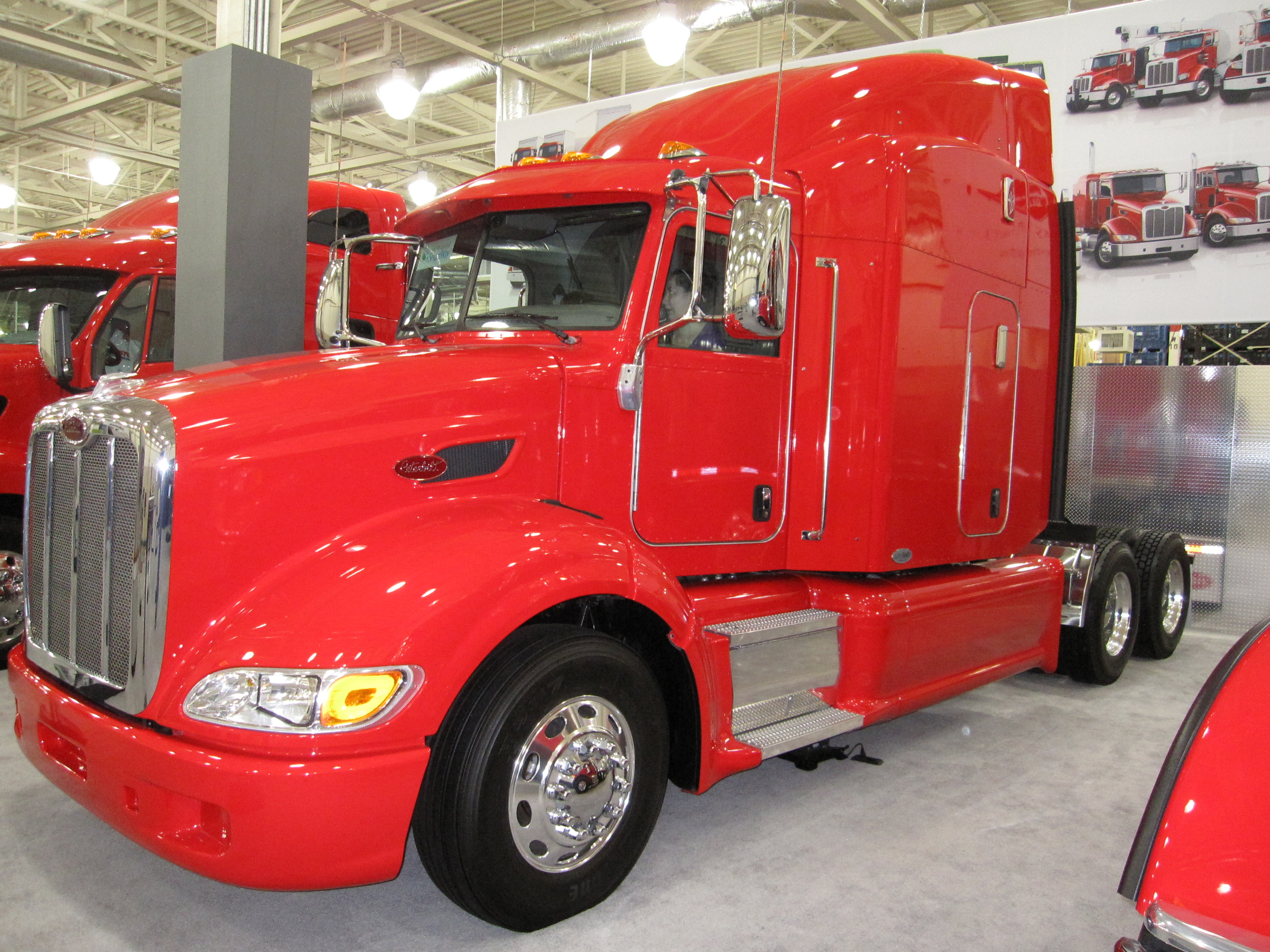
Peterbilt 386

Peterbilt Motors Company è una società statunitense costruttrice di autocarri, con base a Denton, Texas, che fa parte della Paccar.
Fondata nel 1939 in seguito all'acquisizione delle attività produttive della Fageol Motors Company 
da parte della Sterling Trucks che a sua volta cedette i diritti di produzione a Theodore Alfred Peterman.
La sede e fabbrica principale si trovano a Denton in Texas con stabilimenti a Sainte-Thérèse in Canada e Mexicali in Messico.